# Фестиваль Сакури в Ужгороді
Щороку наприкінці квітня в Ужгороді відбувається фестиваль Сакури. Майже одночасно із сакурами зацвітають магнолії, а десь через тиждень поблизу Хуста зацвітає Долина нарцисів.
Сама ця подія нагадує О-ханамі [Архівовано 29 березня 2013 у Wayback Machine.] — фестиваль цвітіння і милування сакурою в Японії.

## Як сакура потрапила до Ужгорода
Щодо цього існує дві версії.

### Перша з них— легенда
Кажуть, що колись Франц Йосиф І (імператор Австрійський) приймав у себе японських посланців, які в подарунок йому везли із собою сакури. По дорозі їм довелося заночувати у Мукачеві. Їхній візит не залишився таємницею і вночі делегацію обікрали. Звісно вкрали і сакури, які під видом фруктових дерев продали ужгородцям. Кажуть, що оці сакури ростуть іще з тих самих часів та милують око не тільки закарпатцям, але й багатьом туристам.

### Офіційна версія
За цією версією сакури були завезені до Ужгорода з Відня у 1923 році. Тоді містом керувала чеська влада, яка одразу почала його активно розбудовувати. Проте, коли діло дійшло до центра міста, виникли певні складності. Справа в тому, що на той час ця місцевість була заболоченою, а тому багато рослин там не приживалося. Тому вирішили завезти та висадити саме сакури, які чудово прижилися у м'якому кліматі Закарпаття.

## «Сакурні» місця у місті
Японська вишня росте по усьому місту. На жаль, в основному у вигляді окремих дерев, проте є кілька вулиць, де можна побачити багато дерев. Найбільше сакур можна побачити на набережній річки Уж.

## Фестиваль
Зазвичай фестиваль передбачає в собі не тільки «сакурні» події. Окрім висадження алеї японських вишень та розповідей різних легенд, під час фестивалю проходить безліч флеш-мобів. З них значна кількість організовується студентами кафедри туризму УжНУ. Кожного року відбувається щось нове.
Окрім цього під час проведення фестивалю проходять іще безліч фестивалів та ярмарків, тож місто стає вдвічі туристично привабливішим і небезпідставно.
Героєм та символом міста на час фесту є Граф Сакура, який має відвідати усі події фестивалю, розказувати легенди та по-традиції на головній площі міста (пл. Театральна) із дітьми малювати велику квітку сакури.